# Tepreș

Steagul tătarilor crimeeni

Tepreșul (Tepreç) este o sărbătoare câmpenească de primăvară celebrată de către tătarii crimeeni după hederlez.   Această sărbătoare face parte din cultura populară tătărească ce are o continuitate de sute de ani. Ea reprezintă un prilej de veselie, reîmprospătare și distracție.  

## Etimologie
Această sărbătoare este celebrată în luna mai, de obicei în prima zi de vineri după sărbătoarea hederlez, fiind desfășurată în aer liber. 
În funcție de zonă, această sărbătoare este celebrată două sau trei zile, oameni din diverse sate adunându-se pentru celebrare. Tepreșul este sărbătorit atât pe teritoriul României, cât și pe cel al Turciei, reprezentând un prilej de socializare, în special pentru tinerii din localități diferite.   Sărbătoarea începe cu rostirea rugăciunii de tepreș, în care oamenii se roagă ca anul să fie unul roditor, ploios, iar recolta să fie una prosperă și imnul național al tătarilor, numit „ant etkenmen”.  

## Locul sărbătorii
Domnișoarele și flăcăii satului se gătesc de dimineață, îmbrăcându-se cu haine noi sau costume tradiționale. Împreună cu familiile lor, ei se adună pe un deal, luncă sau într-o pădure din sat, locul adunării fiind unul frumos amenajat. Tinerii merg în zonele stabilite cu trăsuri trase de cai, împodobite cu batiste și panglici colorate. Trăsurile formează un convoi, iar pe drum acestea fac întreceri.   Când ajung la destinație, fetele și băieții încep să petreacă, să socializeze și se organizează diverse activități. Tot acolo se pregătesc  bucate tradiționale tătărești, iar în cazul în care preparatul este unul ce necesită mai mult timp, se vine cu el de acasă.  

## Tradiții
Fetele împart plăcintele dospite, făcute special pentru această sărbătoare, ce au denumirea de „mayalı kalakay/qalaqay”, pregătite cu o zi înainte, celor prezenți. Tot atunci se consumă bucate tradiționale tătărești precum „șuberek”, o plăcintă ce poate fi umplută cu brânză sărată sau carne, prăjită în ulei, „kobete”, tot un fel de plăcintă ce conține carne tocată și orez, pregătită la cuptor, „tatar așî”, un fel de mâncare complex, reprezentat de colțunași umpluți cu carne tocată, fierți precum pastele și care se servesc cu un sos de iaurt și usturoi,  „qawurma”, ce reprezintă cubulețe mici de carne de vită sau de oaie, prăjite în tigaie, dar și „baqlawa”, un desert însiropat făcut din foi unse cu ulei, ce conțin miez de nucă și multe alte preparate. Cu prilejul acestei sărbători se fac curse de cai, au loc lupte tradiționale tătărești denumite „küreș”, în care flăcăii poartă un brâu specific, există un arbitru, un juriu, iar câștigătorul primește un premiu, arătându-și puterea. Se organizează și trageri cu arcul cu săgeți, într-un loc special amenajat, iar flăcăii și domnișoarele fac un spectacol de dans tradițional, acompaniați de tobă și surlă, fiecare arătând cât de bine dansează. Printre dansurile tradiționale se numără „qaytarma”, un dans vioi, dans cu „darea”, specific fetelor, „çoban qaytarmasî” specific flăcăilor, dar și „tatar avasî”.
Tot atunci se fac diverse activități precum spargerea ulciorului, întrecere cu ou, căutarea cu gura a unui bănuț în vasul cu iaurt și se mănâncă bucate tradiționale tătărești.   Se fac și plăcintele specifice, denumite „kalakay/qalaqay”. Înainte de tepreș această plăcintă în formă de roată se înfășoară într-o bucată de pânză și se rostogolește. Dacă plăcinta cade cu partea în care sunt făcute diverse desene în sus, se consideră că recolta va fi una prosperă.   Oamenii care vin la tepreș se întrec pentru a putea lua o bucată din „qalaqay”, întrucât cred că această pâine le va purta noroc.  
În ziua tepreșului doar bătrânii rămân în sat. Femeile le împart bărbaților plăcintele dospite, denumite „mayalı kalakay”, iar ei le consumă la moschee, când se termină rugăciunea de vineri. După ce le consumă, aceștia se roagă ca vara să fie una roditoare și ca pâinea și uleiul să fie din belșug.  

## Cum se prepară plăcintele dospite denumite „mayalı kalakay/qalaqay”
Se frământă un aluat care are în compoziția sa făină de grâu, unt de casă topit, sare, lapte, bicarbonat, iar apoi se pune în tăvi. Deasupra aluatului din tăvi se fac diverse desene și se trasează linii, iar apoi se bagă în cuptor. După ce plăcinta se rumenește, se scoate și se lasă la răcit, iar apoi se taie frumos, în forme egale. „Qalaqay” este un tip de pâine ce poate avea atât formă de roată, cât și pătrată. Aceasta se împarte cu prietenii și persoanele iubite.  

## Poezii despre tepreș
Despre această sărbătoare câmpenească de primăvară,  celebrată de către tătari, au fost compuse poezii în limba tătară. Un exemplu în acest sens este poezia intitulată „Tepreș”, scrisă de Negibe Șukuri sau  poezia cu același titlu, scrisă de Cevat Rașit, existând și alte poezii compuse pentru această sărbătare, însă având autori anonimi. Ele au fost culese în timp și publicate.
„Kızartalar kozılar pırımlarda,                                                            
Pĭșĭrgenler kalakay tandırlarda.
Salıncaklar aylana, kızlar atlay,
Dawıl șala bĭr yakta, cașlar oynay.

Taw ĭșĭnde terekler, güzel tepreș,
Dawıl salıp bașlagan, kenarda küreș;
Toplașkanlar kartlar, cașlar,
Azĭrlegen bayrak, koșkar.”
(Strofe din poezia „Tepreș” de Negibe Șukuri)

„Yaz bayramı tepreș bonday kündĭr,
Tuwgan, ırıuw, doslar körĭșken yerĭdĭr,
Dobroca'nıñ kalkı bĭrbĭrĭn tanır,
Tepreș künĭ tatarlar bĭr toplanır!”
(Strofă din poezia „Tepreș” a lui Cevat Rașit)

„Kün-evelden azїrlengen
Șıpman tolı zembĭllerden
Șıgaralar apakaylar,
Maylı maylı kalakaylar!

Cantık, kїrde, sarburmalar,
Köbetler, kawurmalar,
Kızargan tawuklar...bol-bol,
Așap pїtїrecek sen bol!”